# Ogallala-Aquifer

Mächtigkeit der Sättigungszone des Ogallala-Aquifers (1997)

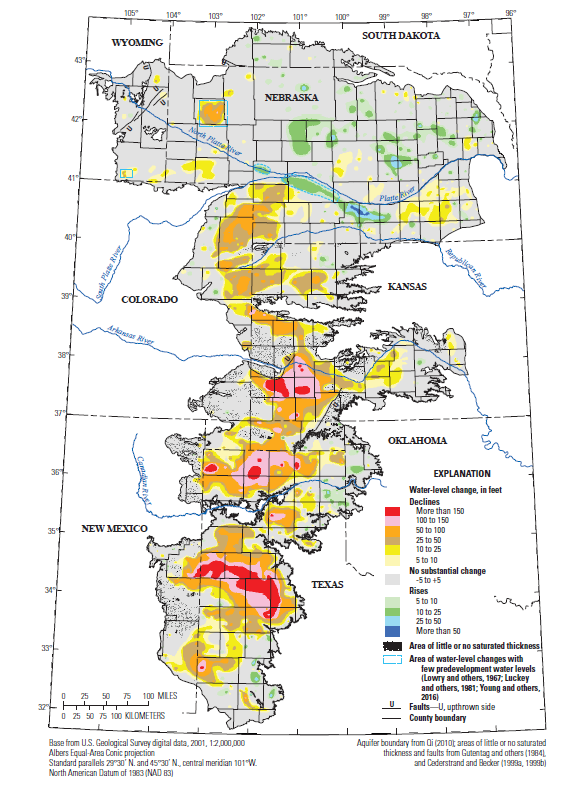
Veränderungen des Wasserspiegels des Ogallala-Aquifer zwischen 1980 und 2015

Der Ogallala-, auch High-Plains-Aquifer ist ein bedeutender Grundwasserleiter im Untergrund der Great Plains in den Vereinigten Staaten. Als einer der weltweit größten Grundwasserleiter erstreckt er sich über eine Fläche von mehr als 450.000 km² unter den acht US-Bundesstaaten South Dakota, Nebraska, Wyoming, Colorado, Kansas, Oklahoma, New Mexico und Texas. Sein Name leitet sich von der Ogallala-Formation ab, die 1899 von Nelson Horatio Darton nach ihrer Typlokalität nahe der Kleinstadt Ogallala in Nebraska benannt wurde.

## Geologie
Die Ablagerung der wichtigsten grundwasserleitenden Schichten, der Ogallala-Formation, erfolgte im ausgehenden Miozän und frühen Pliozän. Sie steht mit der jüngsten Hebungsphase der Rocky Mountains in Zusammenhang. Die verstärkte Erosion in den Rocky Mountains führte zu siliziklastischen Schwemmablagerungen in weiten Teilen ihres östlichen Vorlandes. Neben der Ogallala-Formation sind noch andere sedimentäre Formationen am Ogallala-Aquifer beteiligt, darunter auch quartäre Flugsande.
Die Mächtigkeit der Sättigungszone des Ogallala-Aquifers reicht von nur wenigen Zentimetern bis zu mehr als 160 Metern (525 Fuß), wobei sie im Norden der Great Plains generell höher ist als im Süden. Die Sättigungszone befindet sich dabei in einer Tiefe von 122 Metern (400 Fuß) im Norden und bis zu 30–60 Metern (100–200 Fuß) im Süden. Die rezente Grundwasserneubildungsrate ist sehr niedrig. Ein Großteil des Wassers im Aquifer stammt daher wahrscheinlich mindestens noch aus der letzten Eiszeit.
Das Wasser im Ogallala-Aquifer ist allgemein Süßwasser mit 300 bis 1000 mg/l gelösten Bestandteilen, mehrheitlich Kalzium, Magnesium und Hydrogencarbonat.

## Verhältnis von Grundwasserentnahme und -neubildung

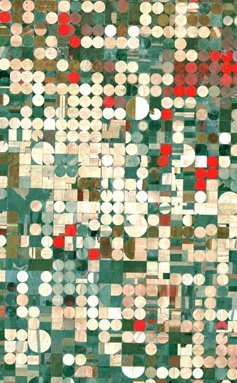
Falschfarben-Aufnahme bewässerter Felder in der Nähe von Garden City, Kansas, aufgenommen vom Landsat-7-Satellit

Jeder Aquifer ist ein Wasserspeicher und somit Teil des Wasserkreislaufs. Der US Geological Survey (USGS) hat mehrere Studien zum Ogallala-Aquifer durchgeführt, um das Verhältnis zwischen Grundwasserneubildung und Grundwasserentnahme und damit auch die Entwicklung des Grundwasserspiegels zu erforschen. Dies soll helfen, das Wasser für die Zukunft zu sichern, denn der Aquifer bildet heute die Grundlage für fast die gesamte Landwirtschaft in den Great Plains und sein Versiegen hätte das Ende tausender Betriebe zur Folge.

### Grundwasserneubildung
Die Grundwasserneubildungsrate im Ogallala-Aquifer ist relativ gering. So herrscht im Großteil der Great Plains semiarides Klima mit kräftigen Winden, was die Verdunstung von Oberflächen- und Niederschlagswasser fördert. In semi-aridem Klima kann sich durch die hohe Verdunstung in geringer Tiefe eine Kalksteinschicht (Caliche) bilden, welche nahezu völlig undurchlässig für nachsickerndes Wasser ist. Somit ist das Klima ein doppeltes Hindernis für die Auffüllung des Aquifers.

### Grundwasserentnahme
Das Gebiet über dem Ogallala-Aquifer gehört zu den produktivsten Landwirtschaftsregionen der Vereinigten Staaten. Hier werden Mais, Weizen und Sojabohnen in sehr großen Mengen angebaut, was den Great Plains den Spitznamen „Brotkorb Amerikas“ eingebracht hat. Die Erträge der vielen großen Farmbetriebe, die sich oft in Gegenden mit nur unzureichenden jährlichen Niederschlagsmengen befinden und in denen auch die Oberflächengewässer nicht ganzjährig ausreichend Wasser führen, hängen sehr stark vom Grundwasser ab, welches mit Pumpen zur Bewässerung der Pflanzen an die Oberfläche gefördert wird.
Der Aquifer wurde erstmals 1911 für landwirtschaftliche Bewässerung verwendet, die Massennutzung begann jedoch erst in den 1930er Jahren und erlebte einen zweiten Schub in den 1950ern, als die nun fast flächendeckende Versorgung mit elektrischem Strom auch in den ländlichen Gegenden und die Verfügbarkeit billiger und effizienter Turbinenpumpen bessere Fördermöglichkeiten für das Wasser boten. Da die Grundwasserentnahmerate bald die Grundwasserneubildungsrate übertraf, begann der Grundwasserspiegel schnell zu sinken. Heutigen Schätzungen zufolge liegt die Quote von entnommenem zu neugebildetem Grundwasser bei etwa 25, das heißt, dass für 25 Liter entnommenen Grundwassers nur ein Liter neu gebildet wird. 
An manchen Stellen wurde ein Absinken des Grundwasserspiegels von bis zu 1,50 Metern pro Jahr gemessen. 
In einigen extremen Fällen mussten Bohrlöcher für die Pumpen bereits tiefer in die Erde getrieben werden, um noch an Wasser zu gelangen. Einige Teile des Aquifers sind bereits wasserlos, also ausgetrocknet. Falls diese Entwicklung anhält, könnte der übermäßige Wasserverbrauch mittelfristig zu einem Zusammenbruch der Landwirtschaft in der Gegend führen.
Des Weiteren liegen einige Flüsse der Region, wie zum Beispiel der Platte River, teilweise noch unterhalb des Grundwasserspiegels, was dem Aquifer zusätzlich Wasser entzieht.

### Aktuelle Situation
Maßnahmen zur Senkung des Wasserverbrauchs wie zum Beispiel Fruchtwechsel, effizientere Bewässerungsmethoden und die Reduktion bewässerter Flächen haben in letzter Zeit zu einem leichten Rückgang des Absinkens des Grundwasserspiegels geführt. In manchen Gegenden wie dem humiden Ost- und Zentralnebraska ist er dagegen wieder leicht gestiegen. Im Jahr 2000 betrug die Grundwasserentnahme 64 Milliarden Liter (17 Milliarden Gallonen) pro Tag für die Bewässerung landwirtschaftlich genutzter Flächen und 1,2 Milliarden Liter (315 Millionen Gallonen) pro Tag für die Trinkwasserversorgung der Haushalte in der Region.
In Reaktion auf die Entwicklung wurden konservative und drastische Maßnahmen ausgearbeitet. Darunter den als Buffalo Commons bezeichneten Plan, die Besiedelung des westlichen Kansas aufzugeben und dort wieder großflächige, wild lebende Bisonherden ein Streifgebiet zu schaffen. Im 21. Jahrhundert ist die menschliche Siedlungsdichte der dortigen Counties niedriger als 1893, in Kansas wurden über 6000 Siedlungen aufgelöst. Tourismus und die Vermarktung von nachhaltig gejagtem Bisonfleisch könnten eine neue Lebensgrundlage der Region schaffen.

## Potenzielle Gefährdung durch die Keystone-XL-Pipeline
In Nebraska wird die Ogallala-Formation zum Teil direkt von quartären Sanden überlagert, die an der Erdoberfläche ein ausgedehntes fossiles Dünenfeld bilden, die Sandhills. Diese gelten als ökologisch sensibles Gebiet. Die Trasse der als Ergänzung zur Keystone-Erdöl-Pipeline geplanten „Keystone XL“ sollte ursprünglich durch die Sandhills führen, was von Umweltschützern und Anwohnern scharf kritisiert wurde. Zum einen wurde für den Fall eines Bruches der umweltpolitisch generell umstrittenen Pipeline in diesem Abschnitt ein schwerer Schaden am Ökosystem der Sandhills befürchtet, zum anderen die Kontamination des Grundwassers im Ogallala-Aquifer durch im Erdöl enthaltene Giftstoffe, mit ernsten Folgen für die Menschen und die Landwirtschaft in der Region. In den Sandhills steht das Grundwasser in sehr geringer Tiefe an, und aufgrund der durchlässigen Sande wäre dieses Wasser bei einem Unfall besonders gefährdet. Infolge der Kritik wurden die Planungen geändert und eine Trassenführung ausgearbeitet, die die Sandhills umgeht.